# Lawinenunglück an der Jungfrau
Das Lawinenunglück an der Jungfrau ereignete sich am 12. Juli 2007 an der Jungfrau im Berner Oberland. Bei dem Bergunfall während einer militärischen Ausbildungsübung kamen sechs Angehörige der Schweizer Armee ums Leben. Sie wurden von einer Lawine erfasst und stürzten etwa 1000 Meter in die Tiefe. Es war das schwerste Militärunglück der Schweiz seit dem Explosionsunglück am Steingletscher 1992.

## Das Unglück
Am 12. Juli 2007 um 10:00 Uhr löste sich eine Lawine an der Südwestflanke der Jungfrau, involviert waren sechs Rekruten der Gebirgsspezialisten Abteilung 1 aus Andermatt, die durch das Rottal-Couloir abstürzten. Die Gruppe befand sich auf gut 3900 Metern Höhe, oberhalb des Rottalsattels.
Das Wetter in den Tagen vor der Katastrophe war extrem. Etwa 40 bis 60 Zentimeter Neuschnee waren gefallen. Die Lawinengefahr wurde als erheblich eingestuft, wobei im Sommer üblicherweise keine konkreten Gefahrenstufen publiziert werden. Die Temperatur betrug beim Aufbruch −7 °C.
Die 14-köpfige Gruppe bestand aus zwölf Rekruten und zwei Bergführern. Sie absolvierten eine «Führungs- und Bewährungstour», die abschliessende Prüfung für Gebirgsspezialisten-Rekruten. Um 5:00 Uhr morgens waren sie von der Mönchsjochhütte aufgebrochen.
Anstatt der Normalroute zu folgen, wählte die Gruppe eine direkte Aufstiegsroute durch den steilen Hang. Die sechs französischsprachigen Rekruten, die in zwei Dreierseilschaften unterwegs waren, lösten höchstwahrscheinlich selbst die Lawine aus. Das SLF in Davos stellte später fest: Die Lawine war 80 Meter breit mit einer Anrissmächtigkeit von 10 bis 40 Zentimetern.

## Die Opfer
Alle sechs Opfer waren zwischen 20 und 23 Jahre alt und stammten aus der Romandie. Vier der Opfer stammten aus dem Kanton Wallis, einer aus dem Kanton Freiburg und einer aus dem Kanton Waadt.

## Rettungsaktion
Die Rettungsaktion wurde zehn Minuten nach dem Unfall eingeleitet. Air Glaciers Lauterbrunnen und die REGA wurden alarmiert. Um 10:30 Uhr entdeckte ein Helikopterpilot die sechs Leichen am Rottalgletscher, noch immer durch Seile verbunden. Die acht unverletzten Überlebenden wurden per Helikopterwinde evakuiert.

## Untersuchung und Gerichtsprozess
Die Militärjustiz führte die Untersuchung unter Leitung des Untersuchungsrichters Christoph Huber durch. Im Oktober 2007 wurden beide Bergführer wegen sechsfacher fahrlässiger Tötung und fahrlässiger Nichtbefolgung von Dienstvorschriften angeklagt.
Der Prozess fand vom 16. bis 20. November 2009 vor dem Militärgericht 7 in Chur statt. Der Auditor Maurus Eckert forderte neun Monate bedingte Freiheitsstrafe und 1500 Franken Busse für jeden Angeklagten.
Am 20. November 2009 wurden beide Bergführer freigesprochen. Das Gericht befand, dass die Bergführer nicht «pflichtwidrig» gehandelt hätten. Beide Bergführer erhielten Entschädigungen: Pierre-Alain R. 75'000 Franken, Roger W. 90'000 Franken.
Der Auditor legte zunächst Berufung ein, zog diese aber am 25. März 2010 zurück.

## Folgen
Der Unfall löste landesweite Bestürzung aus. Die Katastrophe trug zu einer breiteren Vertrauenskrise in die militärische Führung bei. Beide parlamentarischen Sicherheitskommissionen führten Anhörungen durch und forderten umfassende Reformen.
Nach dem Unfall wurden umfassende Reformen der militärischen Bergausbildung durchgeführt:
- Verbesserte Protokolle zur Lawinengefahreneinschätzung
- Obligatorische Konsultation von Lawinenbulletins
- Verschärfte Überwachungsprotokolle für Hochrisikoübungen
- Höhere Qualifikationsanforderungen für militärische Bergführer

Die Gebirgsausbildungsschule Andermatt wurde grundlegend reformiert. Der Ansatz verschob sich von einem «akzeptablen Risiko» zu einem «minimalen Risiko».

## Gedenken
Eine Gedenkplatte bei der Mönchsjochhütte erinnert an die Opfer.